# Graptomyza mitis
Graptomyza mitis är en tvåvingeart som beskrevs av Charles Howard Curran och William Alanson Bryan 1926. Graptomyza mitis ingår i släktet Graptomyza och familjen blomflugor. Inga underarter finns listade i Catalogue of Life.